# Palaeochrysophanus spadona
Palaeochrysophanus spadona är en fjärilsart som beskrevs av Krulikovski 1909. Palaeochrysophanus spadona ingår i släktet Palaeochrysophanus och familjen juvelvingar. Inga underarter finns listade i Catalogue of Life.